# F/A-18E/F超級大黃蜂式打擊戰鬥機
F/A-18E/F「超级大黄蜂」（英語：Boeing F/A-18E/F Super Hornet）是美国波音公司以F/A-18C/D大黄蜂為基礎，經大幅改動而來的一种舰载多用途戰機，長寬方面相比F/A-18C/D放大了約10%，進氣道的形狀也由圓弧狀改為矩形，以求降低雷達截面積。
因具有多用途戰機的應用，本機得以作為已取消的A-12艦載攻擊機之替代方案。超級大黃蜂最初在1995年试飞，並在1997年9月波音和麦道公司正式合并前的一个月開始量產。自1999年起超级大黄蜂陸續进入美国海军服役，以取代老邁的F-14「雄貓式」艦載戰鬥機和A-6「入侵者」式攻擊機；因此超级大黄蜂繼承了兩種攻擊模式，從21世紀初期至今擔綱著美國航空母艦上的主力艦載機。

## 簡介

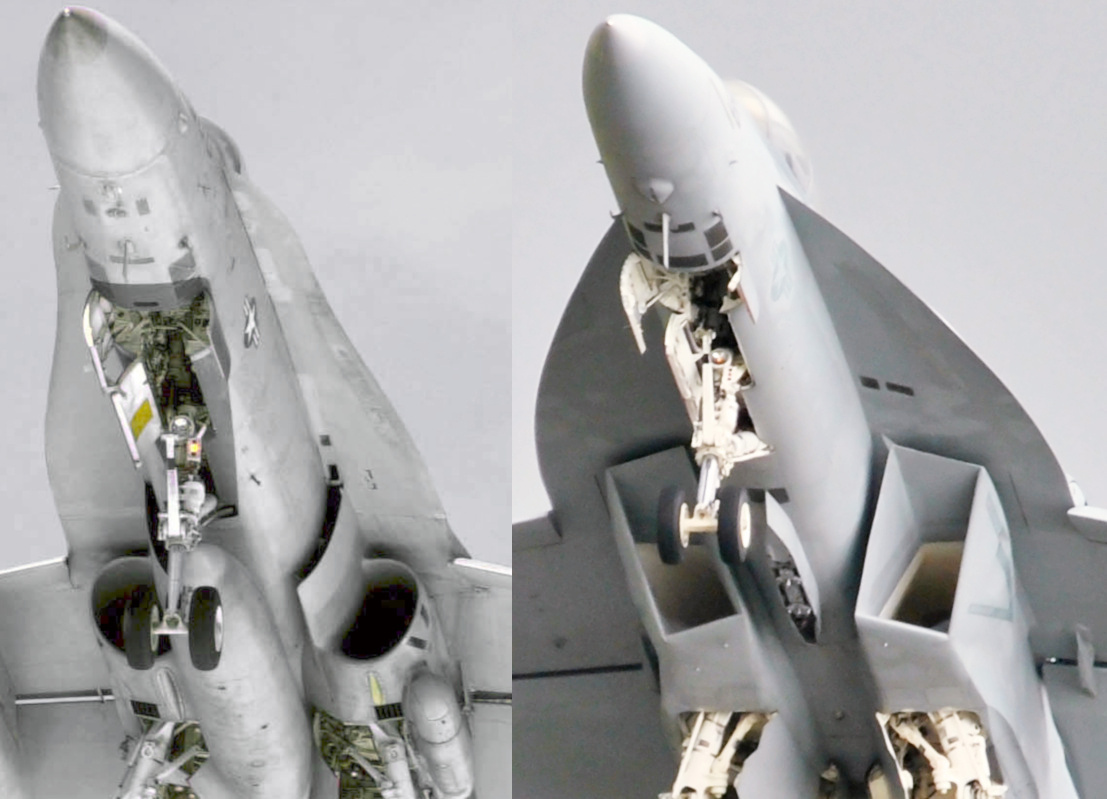
F/A-18A/B/C/D（左）和F/A-18E/F（右）的進氣道特寫。其明顯分別為F/A-18E/F 改用加萊特進氣道（CARET）構型，藉以減低戰鬥機的雷射反截面。

單座的F/A-18E與雙座的F/A-18F是F/A-18C與D更大型、更先进的改良版本，其起源可以回溯至1980年代原本計畫作為出口用途的“大黃蜂2000”方案。剛開始時美國海軍只是考慮將其作為在取得真正的第四代重型艦載戰鬥機之前的一個過渡方案，但因為這種計劃中的重型艦載戰鬥機必須同時擔負遠程攻擊的任務，只設計作為單一用途的A-12因為不符需求而被取消，變成必然的結果。
由於蘇聯解體與冷戰的結束導致了美國的軍事費用削減與軍方組織改造，海軍第四代重型戰機的開發計劃遙遙無期，美國海軍轉而決定利用既有的機種為基礎進行改良以作為替代方案，也就是之後所見到的F/A-18E/F「超級大黃蜂」（在1980年代剛開始開發時，該機種原本命名為「黃蜂II式」）。F/A-18E/F同時承接了F-14「雄貓」退役之後空缺的艦載重型戰鬥機任務，與A-6「闖入者」及A-7「海盜II式」兩款攻擊機退役之後的對地/對艦攻擊角色。在超级大黄蜂机鼻内有一个M61火神式機砲，翼下挂架可携带不同的空对空飞弹和空对地武器。可以加挂多达5个外部燃料箱，且此机型可以加挂外部空中加油系统成为空中加油机。
除了美國海軍之外，F/A-18F也曾在2007年時出口至澳大利亞，配屬於兩個皇家澳洲空軍的飛行中隊之下，以取代已经老化的F-111机队。而在2013年，澳軍再獲准以商售方式，增購12架F/A-18E/F。

## 發展
黃蜂2000標榜只是放大版的F/A-18，油箱比F/A-18大以提升攜油量，增加航程及酬載量，較之F/A-18更為先進，並且機翼更大，同時使用了推力更強的发动机，但因依從F/A-18的設計而有低技術風險、研發成本低及研發時程短的好處，以便順利在國會通過。依照美軍的制式編號方式，同一種戰機的升級版可以從戰機制式編號尾部的英文字母一窺究竟，例如F-16C/D就是F-16A/B的升級版。
然而超級大黃蜂和原有的大黃蜂戰機實在差異太大，應該視為一種全新發展的戰機，原有的大黃蜂戰機是一種中型多功能戰鬥攻擊機，任務是同時肩負攔截和打擊任務，因此所配備的偵测系統著重於可靠度和多功能性，強大的搜索能力和大功率雷達並不是它的需求配備。F/A-18E/F卻是一種航程更長，並且具有F-14部份的艦隊外圍防空攔截的功能，並維持原有大黃蜂系列的多功能性，成為重型多功能拦截打擊战斗機。由於以標榜只是放大F/A-18能省卻研發成本及時間，麥道在研發F/A-18E/F時省卻了部份測試，導致在試飛時才發現有機翼驟跌問題，成因是較外部份翼面會在某些情況下突然失去升力，結果左右升力不一而造成不受控地側滾，當戰機想尾隨緊跟目標時這會是不可接受的大問題。正規解決方法是重新設計機翼、造樣機測試，但在即將投產時把設計推倒重來所花的時間及金錢是不可接受的。其後有一試飛員提出折衷解決方法，在摺翼位附近加些孔隙，但這會增加翼的氣動阻力，經NASA、美國海軍及波音的團隊研究、測試後，終能將機翼驟跌問題控制在可接受程度，而機翼因此而增加的額外阻力也在可接受程度，雖然會增加阻力，但在別無他法的情況下只好接受，因此F/A-18E/F的氣動阻力比預期大；一架只掛一個副油箱的F/A-18A引擎開盡也追不到掛上總重800磅炸彈、兩枚AIM-54 鳳凰導彈、兩枚AIM-9 響尾蛇導彈、兩個副油箱的F-14D，卻不用開盡引擎也可在同類情況下追上一架F/A-18E。一架沒有外掛裝備的F/A-18E在1萬呎高開盡後燃也不能達到音速，但同樣情況下F-14D可達1.6倍音速。
拜新的引擎推力增加所賜，F/A-18E/F的最大外載重量達到了8,050kg（17,747磅），而原有的F/A-18C/D系列即使是換裝了升級過的F404-GE-402，也只能達到6,550kg（14,440磅）。外掛硬點從9個變成了11個。雖增加了武器的酬載量，但由於超級大黃蜂的獨特氣動力外型（超大的翼前緣延伸版會產生渦流），測試中曾出現投射的武器彈道偏轉的情況，為了修正此一現象，工程師把翼下掛架全都向外偏轉了3度，F/A-18E/F目前已經出現了三個批次——block1、block2和block3；block1是最早出現的批次，配備了F/A-18C/D上APG-65雷達的升級版——APG-73。

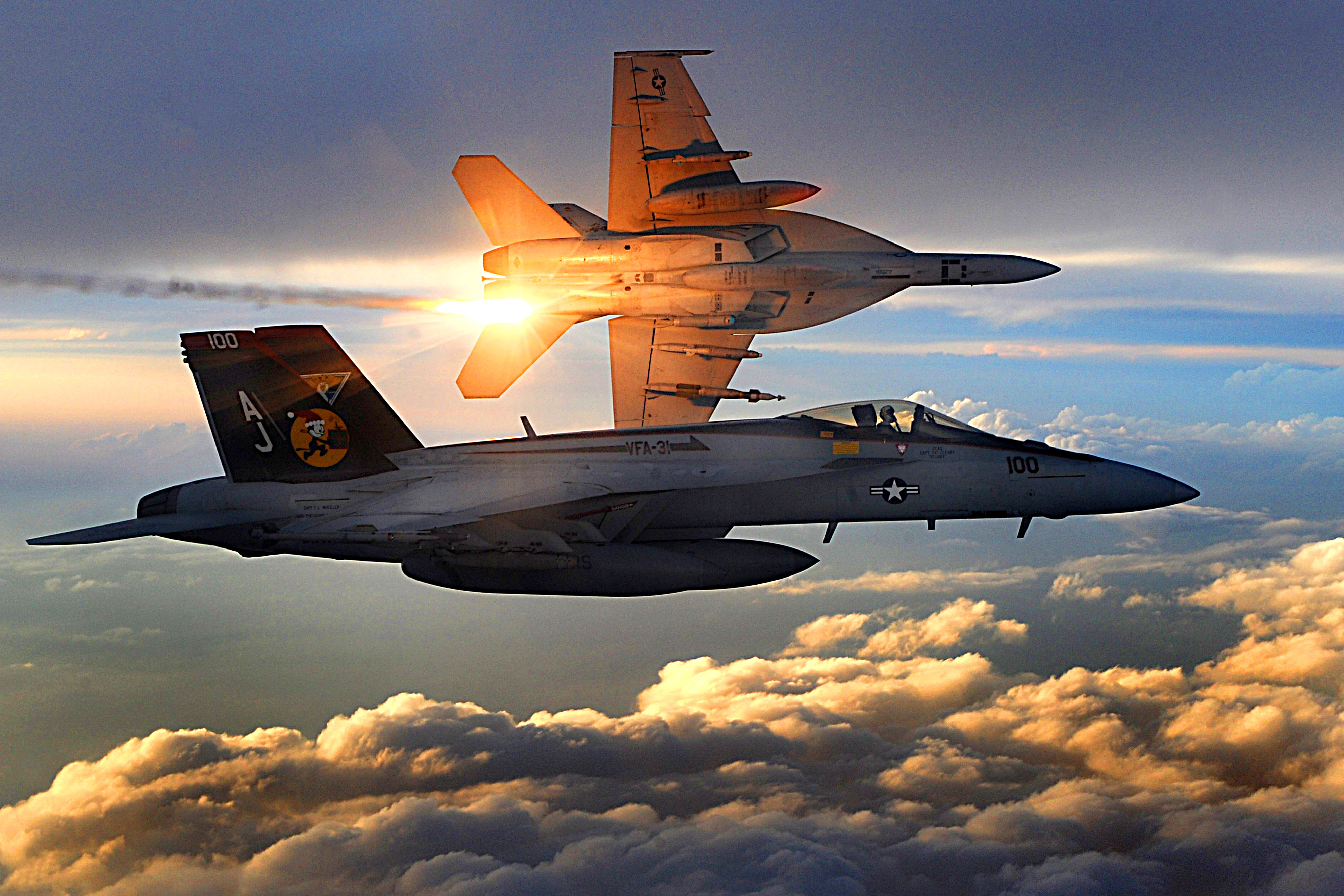
隸屬第31戰鬥攻擊機中隊（VFA-31）的兩架在阿富汗上空執行戰鬥巡邏任務的F/A-18E 超級大黃蜂，攝於2008年。

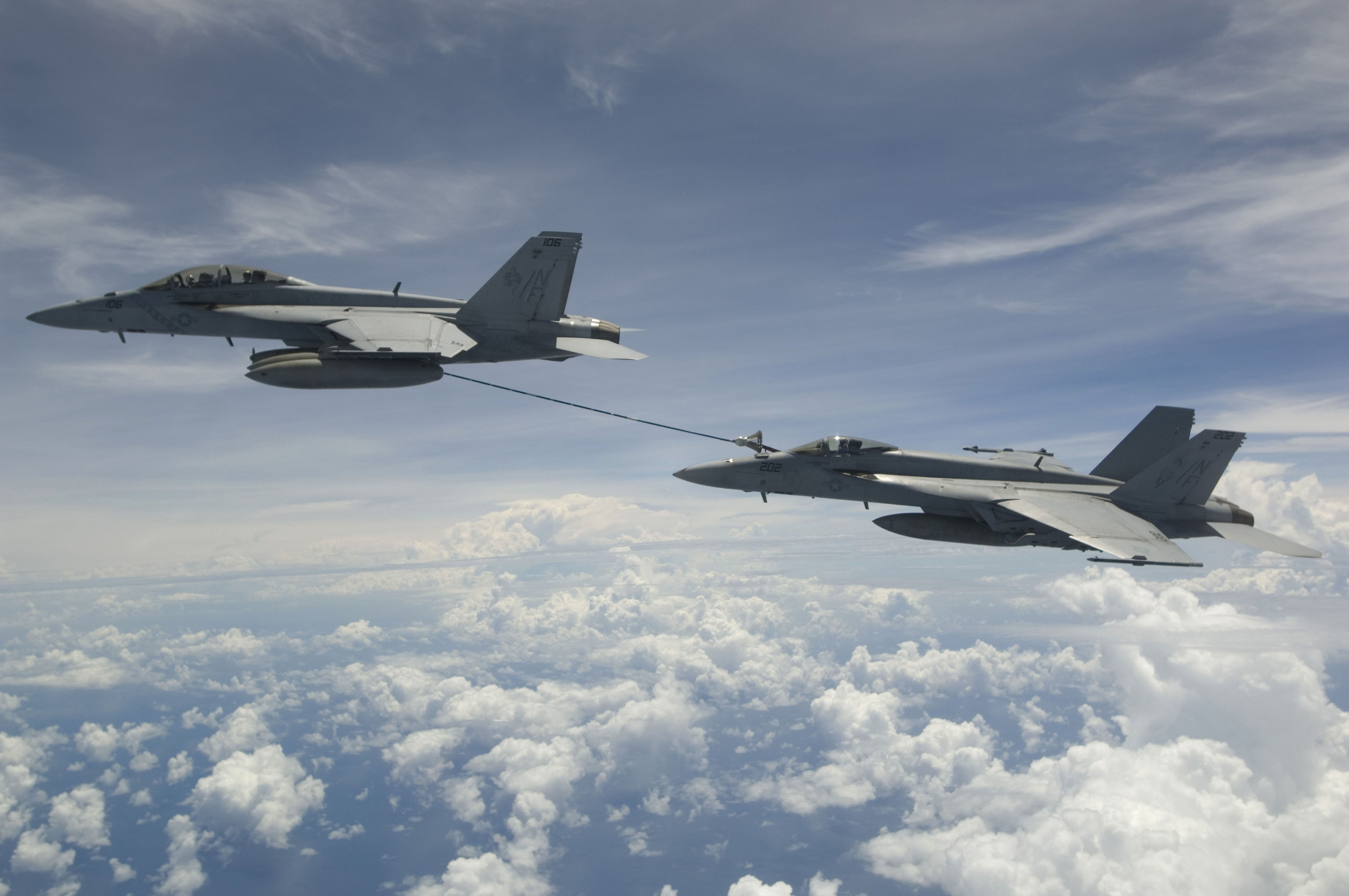
外掛滿副油箱的空中加油機型態

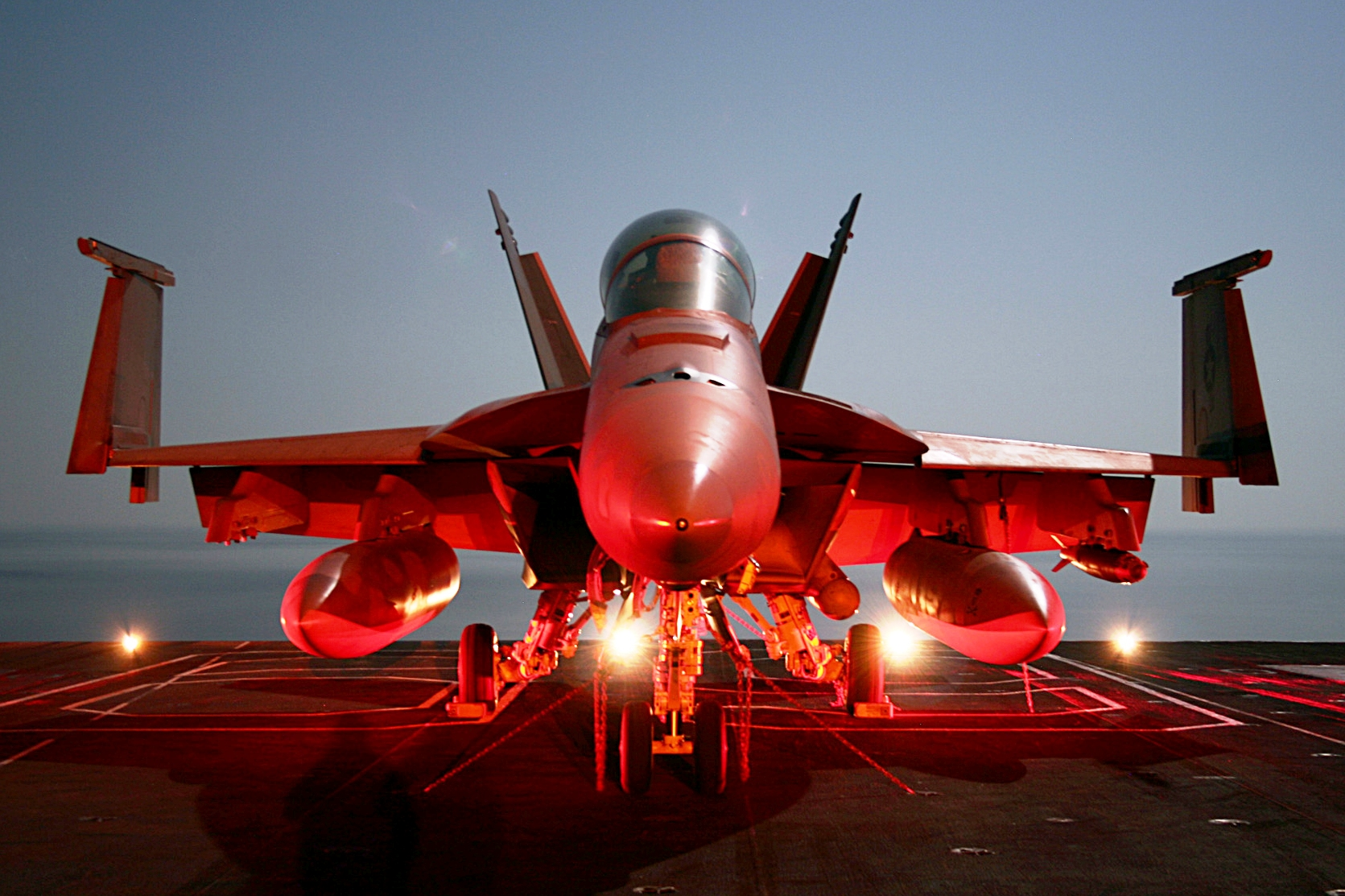
摺疊翼

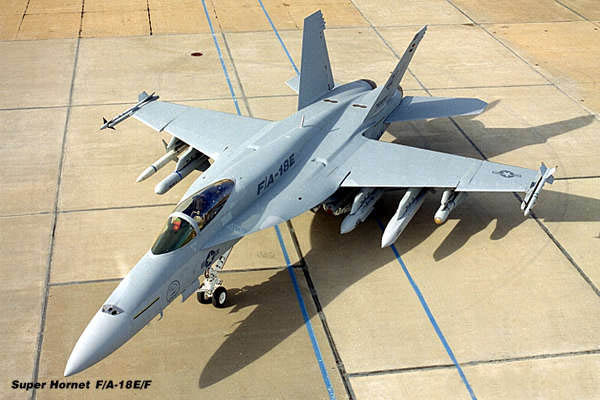
F/A-18E

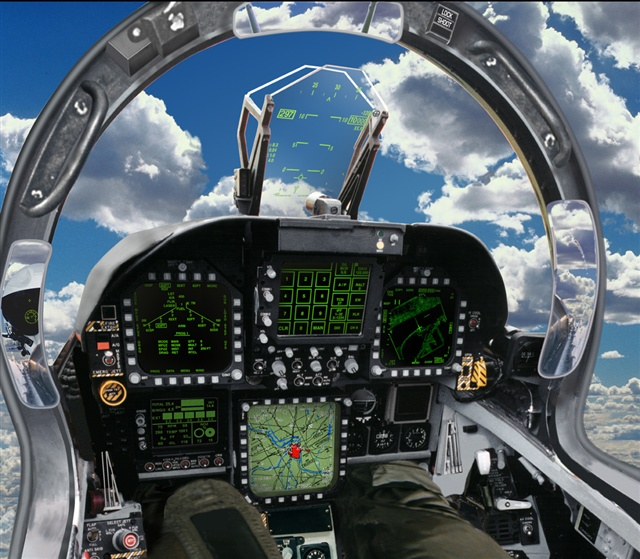
駕駛艙

## 未來
在F-35戰機的經驗後，美國海軍決定，將不再與其他軍種共研戰機，而要針對本身的需求，自行研發新戰機。據《全球飛行》（FlightGlobal）與《大眾機械》（Popular Mechanics）網7日報導，大約在2030年代時，F/A-XX戰鬥機將取代F/A-18E/F「超級大黃蜂」（Super Hornet），成為航母艦載機。
而美國海軍要和空軍分道揚鑣，自行研發下一代空優戰機，是因為沒打算像空軍一樣，要在競爭激烈的空域執行穿透任務。美國海軍作戰部長辦公室空戰副主任奈本波葛（Angie Knappenberger）指出，海、空軍的優先要務不同，海軍不需要穿透型戰機。由於設計穿透性能的確會推升價格，既然海軍的任務不需要，那就未必要為這付費。她說，高度隱形的穿透型戰機大概由於沒有垂直尾翼，研發起來要貴些。
目前海軍每艘航母都有4 支戰機中隊，裝備了F/A-18E/F戰機。而近期目標是要以F-35C，來汰換半數較舊型的「超級大黃蜂」戰機。至於長期目標則是要以F/A-XX來取代剩下的「超級大黃蜂」，讓每支航空聯隊都有2中隊的F-35C，以及2中隊的F/A-XX戰機。
而由於F/A-18E/F的訂單萎縮，波音於2023年2月宣佈於2025年至2027年停產此機種。

## 使用國

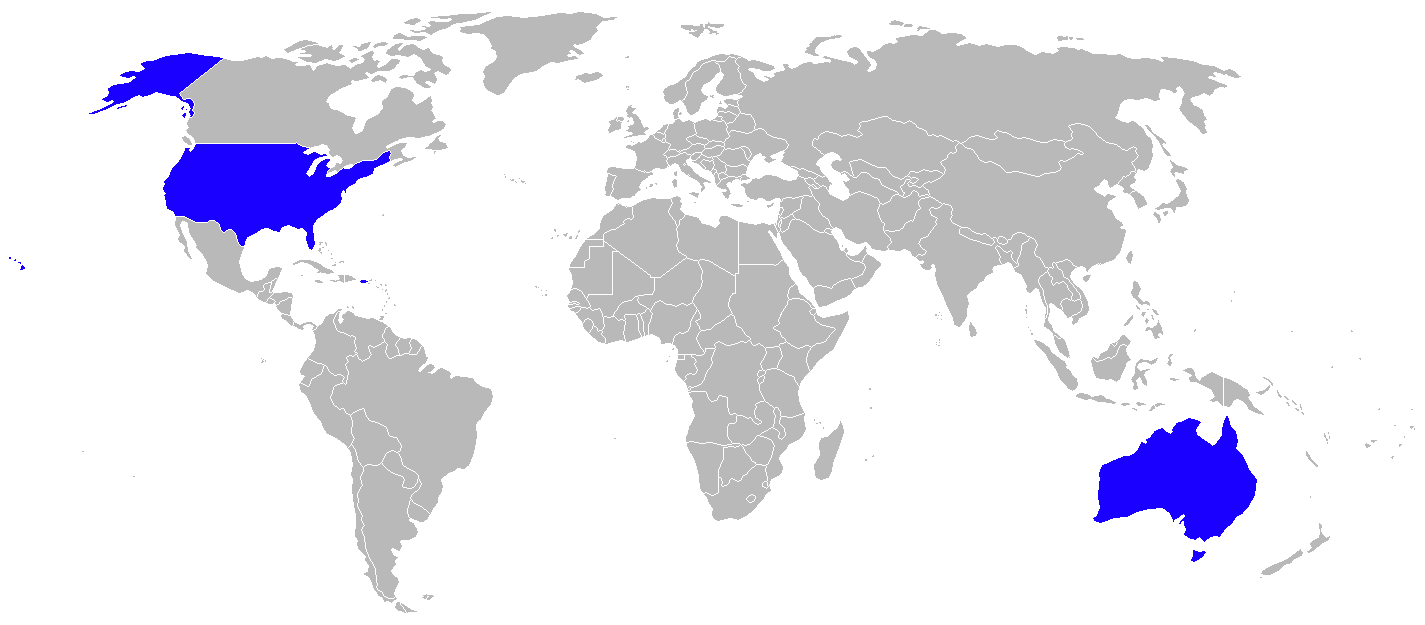
F/A-18E/F使用國

- 美國海軍
  - 太平洋艦隊
    - VFA-2「賞金獵人」（英语：VFA-2）（Bounty Hunters）：配置F/A-18F
    - VFA-14「高帽客」（英语：VFA-14 (U.S. Navy)）（Tophatters）：配置F/A-18E
    - VFA-22「戰鬥紅雞」（英语：VFA-22）（Fighting Redcocks）：配置F/A-18F
    - VFA-25「艦隊之拳」（英语：VFA-25）（Fist of the Fleet）：配置F/A-18E
    - VFA-27「皇家巨錘」（英语：VFA-27）（Royal Maces）：配置F/A-18E
    - VFA-41「黑色王牌」（Black Aces）：配置F/A-18F
    - VFA-86「蛇行」（英语：VFA-86）（Sidewinders）：配置F/A-18E
    - VFA-94「強力伯勞」（英语：VFA-94）（Mighty Shrikes）：於2016年切換成F/A-18F以取代原本所操作的F/A-18C。
    - VFA-97「戰鷹」（英语：VFA-97）（Warhawks）：配置F/A-18E
    - VFA-102「菱背響尾蛇」（英语：VFA-102）（Diamondbacks）：配置F/A-18F
    - VFA-113「螫刺」（英语：VFA-113）（Stingers）：於2016年換成F/A-18E以取代原本所操作的F/A-18C。
    - VFA-115「鷲」（英语：VFA-115）（Eagles）：配置F/A-18E
    - VFA-122「飛鷹」（Flying Eagles）：VFA-122是一個艦隊轉換中隊（Fleet Replacement Squadron, FRS），主要的任務是協助海軍與海軍陸戰隊的飛行員們進行新機種的切換訓練飛行，因此同時配置有F/A-18E與F/A-18F兩種機型以配合訓練需要。
    - VFA-137「茶隼」（英语：VFA-137）（Kestrels）：配置F/A-18E
    - VFA-146「藍鑽石」（英语：VFA-146）（Blue Daimonds）：於2015年切換成F/A-18E以取代原本所操作的F/A-18C。
    - VFA-147「阿爾戈群雄」（英语：VFA-147）（Argonauts）：配置F/A-18E
    - VFA-151「義勇軍」（英语：VFA-151）（Vigilantes）：配置F/A-18E
    - VFA-154「黑騎士」（英语：VFA-154）（Black Knights）：配置F/A-18F
    - VFA-192「金龍」（Golden Dragons）：配置F/A-18E
    - VFA-195「水壩剋星」（英语：VFA-195 (U.S. Navy)）（Dambusters）：配置F/A-18E

  - 大西洋艦隊
    - VFA-11「紅色开膛手」（英语：VFA-11）（Red Rippers）：配置F/A-18F
    - VFA-31「雄貓」（Tomcatters）：配置F/A-18E
    - VFA-32「劍客」（英语：VFA-32）（Swordsmen）：配置F/A-18F
    - VFA-34「藍色爆破者」（英语：VFA-34）（Blue Blasters）：配置F/A-18E
    - VFA-81「劃日者」（英语：VFA-81）（Sunliners）：配置F/A-18E
    - VFA-103「海盜旗」（Jolly Rogers）：配置F/A-18F
    - VFA-105「神槍手」（英语：VFA-105）（Gunslingers）：配置F/A-18E
    - VFA-106「角斗士」（英语：VFA-106）（Gladiators）：駐紮在維吉尼亞州奧西安那海軍航空站（英语：Naval Air Station Oceana）的VFA-106也是一個艦隊轉換中隊，旗下配置有舊型的F/A-18與F/A-18E、F/A-18F等多種機種，以作為切換訓練用。
    - VFA-136「骑士鹰」（英语：VFA-136）（Knighthawks）：配置F/A-18E
    - VFA-143「嘔吐犬」（Pukin' Dogs）：配置F/A-18E
    - VFA-211「戰鬥將杀」（英语：VFA-211）（Fighting Checkmates）：配置F/A-18F
    - VFA-213「黑獅子」（英语：VFA-213）（Black Lions）：配置F/A-18F

  - 測試和評估單位
    - VX-9「吸血鬼」（Vampires）：配置F/A-18C/D/E/F、EA-18G及多款直昇機。
    - VX-23「鹽狗」（英语：VX-23）（Salty Dogs）：VX-23配置全系列的F/A-18（包含A至F版本與電子作戰用的EA-18G），除此之外，該單位也同時操作EA-6B、T-45乃至於X-32（英语：Boeing X-32）、X-35與X-31（英语：Rockwell-MBB X-31）等多種實驗與原型機。
    - VX-31「尘卷风」（英语：VX-31）（Dust Devils）：除了配置包括A至G型全版本的F/A-18，VX-31也操作AV-8B、T-39D（英语：North American Sabreliner）與多款直昇機[9]。
    - 海軍打擊和空戰中心（英语：Naval Strike and Air Warfare Center）（NSAWC）：設置在內華達州法倫海軍航空站（英语：Naval Air Station Fallon）（NAS Fallon）的NSAWC是海軍戰機飛行員的戰技精進訓練中心，該中心配置了包括F/A-18F在內的多種海軍使用機種。
- 澳洲皇家空軍
  - 第1中隊：主要操作F/A-18F，以作為F-35部署前的過渡。
  - 第6中隊（英语：No. 6 Squadron RAAF）：主要負責訓練任務的第6中隊在2011年時換裝F/A-18F，以取代老舊不敷使用的F-111機隊。2017年時轉換操作EA-18G，並將原本使用中的F/A-18F轉移至第82中隊。
  - 第82中隊（英语：No. 82 Squadron RAAF）：主要負責訓練任務。
- 科威特空軍
  - 科威特政府於2018年決定花費15億美元，採購22架E型單座型和6架F型雙座型的F/A-18E/F「超級大黃蜂」戰機[10]。有關訂單原訂於2021年1月起交付[11]，但因2019冠狀病毒病疫情而押後至今[12]。

## 原訂使用國/落選紀錄
- 印度海軍
  - 海軍為2022年服役的首艘國產航母「維克蘭特號」挑選艦載機，F/A-18E/F被列於候選名單中[13]。但印度海軍在2023年決定採購飆風戰鬥機艦載型[14]。
- 德國聯邦國防軍空軍
  - 2020年德軍提案訂購30架F/A-18E/F超級大黃蜂打擊戰鬥機和15架EA-18G咆哮者電戰機，以取代龍捲風戰機。後因俄羅斯入侵烏克蘭帶來的衝擊，德軍修改採購方針，轉為對更高階的F-35A戰機提出申購計畫[15]，並於2022年尾獲批及簽約。
- 加拿大皇家空軍
  - 2010年代中，加拿大政府決定採購F/A-18E/F，並已獲美國政府批准，然而由於加方傾銷龐巴迪C系列客機被指威脅波音公司利益，該公司拒絕向加拿大出售此等戰鬥機，最後，加國改為向澳洲皇家空軍購入二手的F/A-18A戰機[16]。
- 巴西空軍
  - 2009年8月6日，美國國防安全合作局批准巴西政府通過美外軍售，採購28架F/A-18E、8架F/A-18F連相關配件。然而，巴西最終決定購入JAS 39獅鷲戰鬥機[17]。
- 比利時空軍
  - 因應F-16AM/BM日漸老化，比利時空軍據報曾於2014年考慮購入F/A-18E/F取代[18]。然而，波音公司於2017年4月以競標過程不公為由，宣佈退出F-16後繼機種招標工作[19][20]。翌年10月，比國決定採購F-35A。
- 丹麥皇家空軍
  - 於2008年，丹麥皇家空軍在參與联合打击战斗机计划的同時，亦就F-16AM/BM後繼機種展開招標[21][22]，當中F/A-18E/F、F-35A及颱風戰鬥機均為候選機種。按照丹麥政府原來決定，是次招標工作將於2015年開標[23]，並已於2014年正式索取採購38架F/A-18F的詳細資料[24]。然而，開標日期最終順延一年至2016年[25]，並改為繼續採購F-35A[26][27]。事後，由於丹麥政府被指在招標過程中，濫用上述的詳細資料作出決定，曾被波音公司提告[28]，但波音於2018年被判敗訴[29]。
- 芬蘭空軍
  - 2015年，芬蘭國防部展開H-X戰鬥機採購計劃，以取代壽命將於2020年代初屆滿的F/A-18C/D。是次招標除F/A-18E/F外，候選機種尚有F-35A、颱風戰鬥機、陣風戰鬥機及JAS 39獅鷲戰鬥機[30]，於2016年11月截收意向書，並於2018年正式進行招標[31]。2020年2月，三架F/A-18E/F/G樣機飛抵芬蘭並進行實地評鑑[32]。據信因應俄羅斯的威脅，加上F-35更適合於芬蘭所在地區使用，而運作壽命亦較長，芬蘭當局於2021年尾決定採用F-35A[33][34][35]，翌年正式簽約[36]。
- 波蘭空軍
  - 自2010年代起，波蘭空軍決定採購西方製戰鬥機，以替換蘇製Su-22及MiG-29戰鬥機，並於2017年11-12月間展開招標[37]。除F/A-18E/F外，候選機種尚有F-35A、颱風戰鬥機、JAS 39獅鷲及二手F-16[38]。至2019年5月尾，波蘭政府決定購買32架F-35A[39]。
- 瑞士空軍
  - 2000年代尾，瑞士空軍決定採購新型戰鬥機，以取代F-5戰鬥機，當中JAS 39及F/A-18E/F皆有入標，但波音於2008年宣佈退出[40]。其後，該次招標案由JAS 39中標，但採購案最終被公投否決[41]。2018年，瑞士空軍再就此展開第二次招標，除上述機型外尚有F-35A、陣風及颱風戰鬥機入選[42][43]。至2021年，是次招標案最終由F-35A中標[44]，並於2022年9月正式下訂。
- 西班牙空天軍
  - 西班牙空天軍於2018年展開招標，以採購戰機取代現有的F/A-18C/D。除F/A-18E/F外，候選機種尚有F-35A、颱風及陣風戰鬥機[45]。至2022年，西班牙政府決定增購20架颱風戰鬥機，以率先替換駐大加那利机场的20架F/A-18C/D[46]。
- 保加利亞空軍
  - 因旗下MiG-21機隊日漸老化，保加利亞空軍於2011年起採購新型戰機[47]，F/A-18E/F於兩次招標中均為候選機種之一[48]。然而，在第一及第二次招標中，分別由JAS 39及F-16V中標，而該國政府最後於2018年決定訂購F-16V[49]。

## 規格（F/A-18E/F）
参考资料：U.S. Navy fact file,Aerospaceweb
基本信息
- 机组：
F/A-18E：1
F/A-18F：2

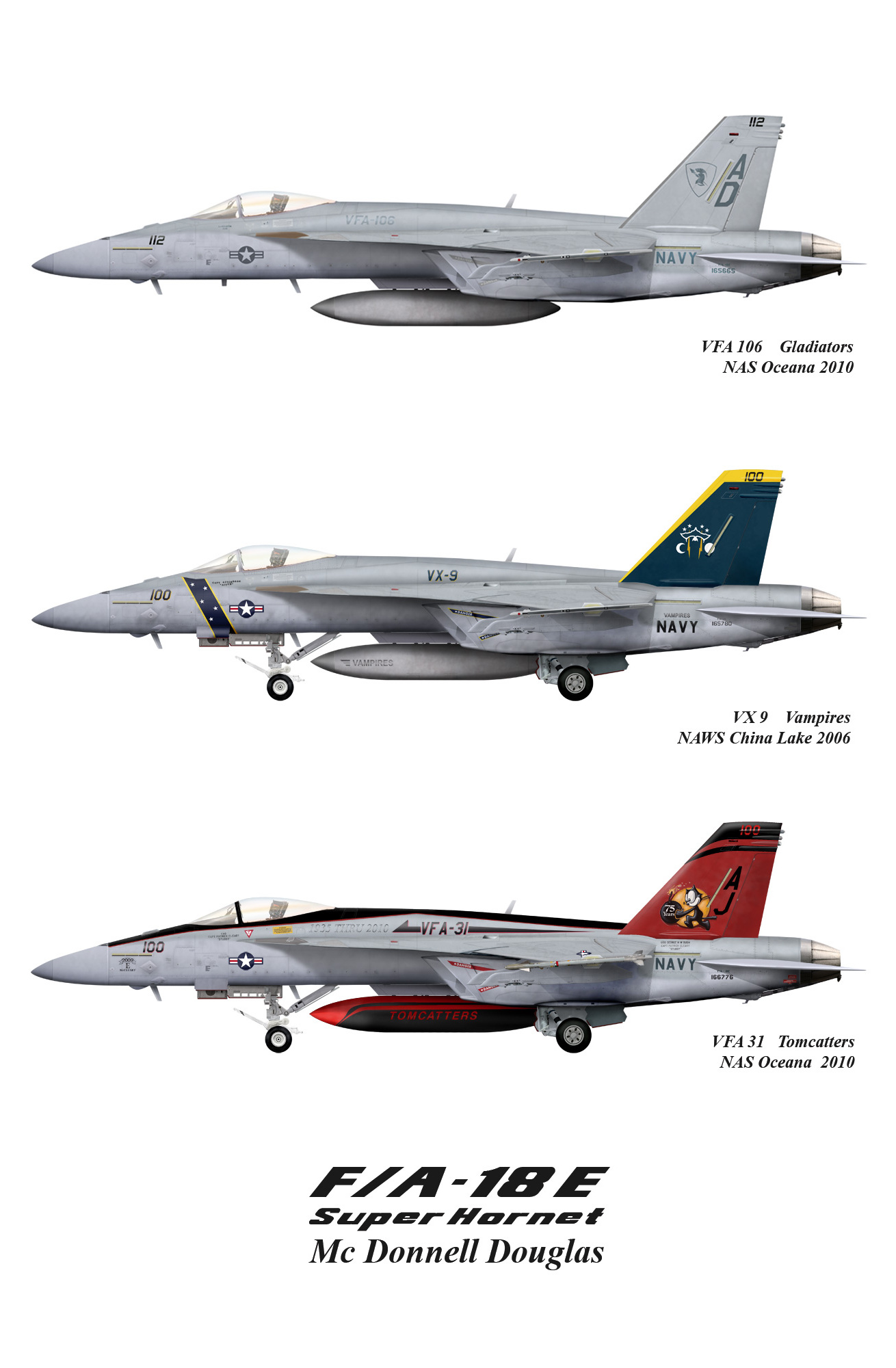
F/A-18E三種不同的配色方案

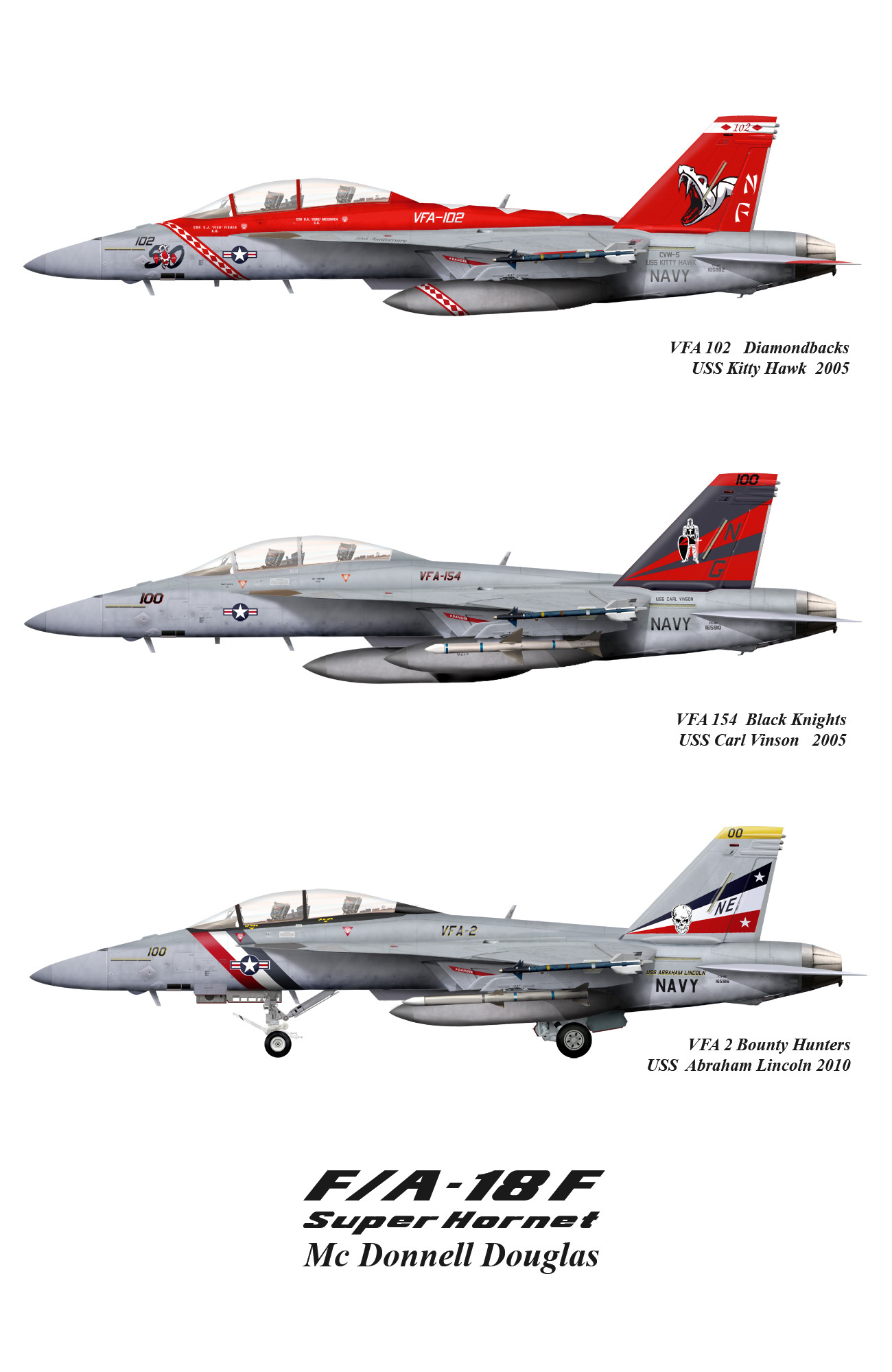
F/A-18F三種不同的配色方案

- 內部燃料容量：F / A-18E：14,400磅（6,780kg）、F / A-18F：13,550磅（6,354kg）
- 外掛燃油容量： 5×480加侖油箱，共計16,380磅（7,381公斤）

發動機：
- 2×F414-GE-400發動機
- 推力：14,000 lbf（62.3 kN）
- 後燃器推力：22,000 lbf（97.9 kN）
- 最高速度：1.6馬赫
- 2×F414-GE-EPE發動機
- 推力：17,000 lbf（76 kN）
- 後燃器推力：26,400 lbf（120 kN）
- 最高速度：1.6馬赫

性能
- 推重比：0.93
- Design load factor: 7.6 G[52]

武器

- 機槍：1× 20 mm（0.787 in）M61A2機砲，578發
- 外挂点：11 total：2× wingtips, 6× under-wing, and 3× under-fuselage 挂载能力外掛油箱和武器彈藥種重量17,750 lb（8,050 kg），
- 火箭彈：
- 飛彈：

  - 空對空飛彈：
    - 4× AIM-9響尾蛇飛彈 或 4× AIM-120 AMRAAM, 或
    - 8× AIM-7 Sparrow 或 8× AIM-120 AMRAAM, 或
    - 2× AIM-9響尾蛇飛彈 或 10× AIM-120 AMRAAM, 或
    - 4× AIM-174B神槍手空對空飛彈、3×AIM-120 AMRAAM、2×AIM-9響尾蛇飛彈[53][54]
    - 「殺人蜂」配置:4x AIM-9X響尾蛇飛彈 + 5x AIM-120先進中程空對空飛彈[55]

- - 空對地飛彈：
    - AGM-65小牛飛彈
    - AGM-84H/K SLAM-ER
    - AGM-88 HARM反輻射飛彈
    - AGM-154聯合戰區外武器
    - AGM-158 JASSM

  - 反艦飛彈：
    - AGM-84
    - AGM-158C LRASM
- 炸彈：

  - 聯合直接攻擊彈藥(JDAM)
  - 宝石路激光制导炸弹
  - Mk 80系列炸彈
  - CBU-87 集束炸彈
  - CBU-78 Gator
  - CBU-97感測器引爆武器
  - MK20石眼式集束炸彈
  - GBU-53/B小直徑炸彈[56]
- 其他：
  - SUU-42A/A 反制灑撤系統 或
  - 電子反制夾艙 (ECM pod)  或
  - AN/ASQ-228 ATFLIR 鎖定荚艙

航電

- AN-APG-73（英语：AN-APG-73） 或 AN/APG-79（英语：AN/APG-79）

## 衍生型

### EA-18G咆哮者
F/A-18F超級大黃蜂的電子作戰版本，在2008年開始生產。咆哮者將於2009年財政年度開始配置在美國海軍各航空母艦上，來取代EA-6B電子作戰飛機。

### F/A-18IN
波音競標印度的中型多用途作戰飛機（MMRCA）方案的型號。

## 事故
- 2019年7月31日，美軍一架F/A-18E墜毀於死亡谷國家公園[57]。

## 流行文化
- 電影《捍衛戰士：獨行俠》（2022年）裡主角與其所屬機隊操作的艦載機。

## 外部連結
- F/A-18E/F 超級大黃蜂詳細介紹
- F/A-18 U.S. Navy fact file, and F/A-18 Navy history page
- F/A-18E/F Super Hornet on Boeing.com（页面存档备份，存于）
- F/A-18E/F Super Hornet on NorthropGrumman.com
- F/A-18E/F Super Hornet page（页面存档备份，存于） and F/A-18 Schematics on GlobalSecurity.org（页面存档备份，存于）
- F/A-18E/F Super Hornet pages on Vectorsite.net（页面存档备份，存于）
- "USS Enterprise aircraft deliver lethal sting of bombs to enemy in Afghanistan", Stars and Stripes, 13 October 2006
- "Boeing F/A-18E/F Block 2 Super Hornets Flying at Naval Air Station Oceana"（页面存档备份，存于）, Boeing, 8 January 2007
- List of all USN/USMC Hornets/Super Hornets by Lot/Bureau Number (BuNo) and their known disposition